# Joseph Michael Weinhofer

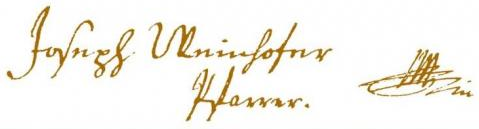
Unterschrift von Michael Weinhofer

Josef Michael Weinhofer (* 16. Mai 1778 in Pinkafeld, Königreich Ungarn, heute Burgenland; † 27. Juni 1859 in Pinkafeld) war ein Autor, Homilet und Katechet aus Deutsch-Westungarn. Fünf seiner Bücher (Katechesen und Predigten) erschienen als Druckwerke, zum Teil in zwei Auflagen oder in ungarischer Übersetzung.

## Leben
Michael Weinhofer wurde als erstes von elf Kindern geboren. Seine Eltern waren Anna Maria und Michael Weinhofer (Leiter der batthyányschen Finanzverwaltung und später Hofrichter in Pinkafeld). Die Eltern waren sehr religiös. Drei seiner Brüder wurden ebenfalls Priester. In Pinkafeld besuchte Weinhofer die Grundschule, in Steinamanger das königlich-katholische Gymnasium des philosophischen Instituts. In Steinamanger absolvierte er schließlich einen fünfjährigen theologischen Studiengang.
Die Wirkungszeit Michael Weinhofers ist die Zeit der Napoleonischen Kriege, des Wiener Kongresses, des Biedermeiers, der Revolution von 1848/49 und des Neoabsolutismus. Am 1. Mai 1801 wurde er zum Priester geweiht. Seine Kaplanjahre verbrachte er in Lockenhaus und Schlaining. Ab 1806 bis zu seinem Tode war er 53 Jahre lang Pfarrer in Pinkafeld. Diese Ortschaften gehören heute zum Burgenland. Zur Zeit Weinhofers gehörte das Gebiet zum Heiligen Römischen Reich und ab 1804 zum Kaisertum Österreich. Ein Gebiet das damals unter ungarischer Verwaltung stand. Die Grundherrschaft in Pinkafeld hatte die ungarische Adelsfamilie Batthyány inne.
Neben seinem Beruf als Pfarrer war Weinhofer Dechant und Schulinspektor. Zur Mutterpfarre Pinkafeld gehörten damals 11 Filialkirchen. Weinhofer wird als hervorragender Prediger beschrieben. Es kamen Menschen aus Ungarn, Österreich und der Steiermark nach Pinkafeld um Michael Weinhofer predigen zu hören. 40 Pinkafelder konnte er für den Priesterberuf begeistern. Er pflegte Kontakte mit Politikern, Künstlern, Theologen und Bischöfen und wirkte im „Wiener Romantikerkreis“ um Klemens Maria Hofbauer. Zur Biedermeierzeit weilten auf Einladung der Pinkafelder „Grundherrin“ Gräfin Franziska Batthyány zahlreiche Mitglieder des Romantikerkreises (unter anderen Zacharias Werner, Leopold Kupelwieser, Eduard Steinle, Roman Sebastian Zängerle, Johann Emanuel Veith und vielleicht auch Klemens Maria Hofbauer selbst) im Pinkafelder Schloss. Hier knüpfte Weinhofer zahlreiche Kontakte.
Papst Pius IX. übertrug ihm die Würde eines Geheimen Kämmerers. Kaiser Franz Joseph verlieh ihm das Ritterkreuz des Leopold-Ordens, der Bischof von Steinamanger ernannte ihn zum Konsistorialrat. Die persönliche Bibliothek Weinhofers wurde um 1972 als Depositum an die Diözesanbibliothek Eisenstadt überstellt und gehört nach Angaben der Diözesanbibliothek zu ihrem wertvollen historischen Bestand. Der Bestand umfasst 162 Titel (426 Bände) in Eisenstadt. Hervorzuheben ist eine Augustinus-Ausgabe in 18 Bänden (1756–1768), deren Vorbesitzer der Augustiner-Eremit Martin Rosnak († 1801 in Lockenhaus) war. Weitere rund 100 Bände der persönlichen Bibliothek Weinhofers befinden sich derzeit in Pinkafeld. Seine Büchersammlung umfasst ausschließlich Theologica.
Weinhofer ist es gelungen die Herrschaftsinhaber Nikolaus und Franziska Batthyány zu gewinnen zahlreiche Bauvorhaben finanziell zu unterstützen. Auch die Bevölkerung Pinkafelds und der umliegenden Orte spendete. Und so konnten in der Zeit Weinhofers eine Kirche in Hochart und die Friedhofskapelle Pinkafeld neu errichtet, die Kirche in Wiesfleck sowie die Kreuzwegstationen und die Mariensäule in Pinkafeld renoviert werden.

## Der Autor und Prediger Michael Weinhofer
Weinhofer hat als Autor ein umfangreiches Schrifttum hinterlassen. Die handgeschriebene Weinhofer-Chronik (er selbst nannte sie „Schulprotokoll“, weil die ersten Seiten der Schule gewidmet sind) umfasst 293 Seiten und den Zeitraum von 1808 bis 1859. Sie beinhaltet lokale Ereignisse und Themen der Zeitgeschichte. Das persönliche Tagebuch Weinhofers besteht aus 16 Teilen auf insgesamt 424 handgeschriebenen Seiten mit zahlreichen Gedanken, Sprüchen und Lehrweisheiten. Bischof Michael Haas, ein ehemaliger Schüler Weinhofers, berichtete, es seien 8.000 Predigten Pfarrer Weinhofers erhalten geblieben. Es handelt sich dabei um eine, ungefähr 9.000 handgeschriebene Seiten umfassende, Sammlung von Predigten, in denen er innerhalb von 30 Jahren systematisch fast das gesamte Neue Testament ausgelegt hatte.
Michael Weinhofer befand sich nach Johannes Pratl im Spannungsfeld von Aufklärung und katholischer Erneuerung. Scheinbar frustriert über vermeintlich negative Auswirkungen aufklärerischer Tendenzen schrieb er 1827 in seiner Chronik zum „Zustand des gegenwärtigen Zeitalters“: „… Das Laster siegt, die Ruchlosigkeit spottet der Tugend, Religion ist das Märchen der Städte, die Gerechtigkeit ist feil, Geld ist der Abgott, Selbstsucht das Leben der Menschen, und die junge mit den Grundsätzen dieser Verkehrtheit herangebildete Generation verheißt uns offenbar eine noch schlechtere Zukunft …“. Gleichzeitig war er bemüht die Predigt zu erneuern und bediente sich in der Lehre origineller Methoden wie der so genannten Sprichwörtermethode. So wird berichtet, dass er jährlich rund hundert Sprüche und Sprichwörter sammelte und nummerierte, die von den Schulkindern auswendig gelernt werden mussten. Nummer 23 dieser Sammlung war beispielsweise: „Ein Mensch, der seine Leidenschaft und Sinne kann regieren, Der mag mit gutem Recht den Königstitel führen.“
Auch als Prediger beschritt Weinhofer neue Wege. Zu seiner Zeit war es üblich die Predigt im Anschluss an die Eucharistiefeier zu halten. Nach der Eucharistie aber verließen viele Gläubige die Kirche. Um dies zu verhindern predigte Weinhofer schon damals unmittelbar nach dem Evangelium.

## Gedenken an Michael Weinhofer

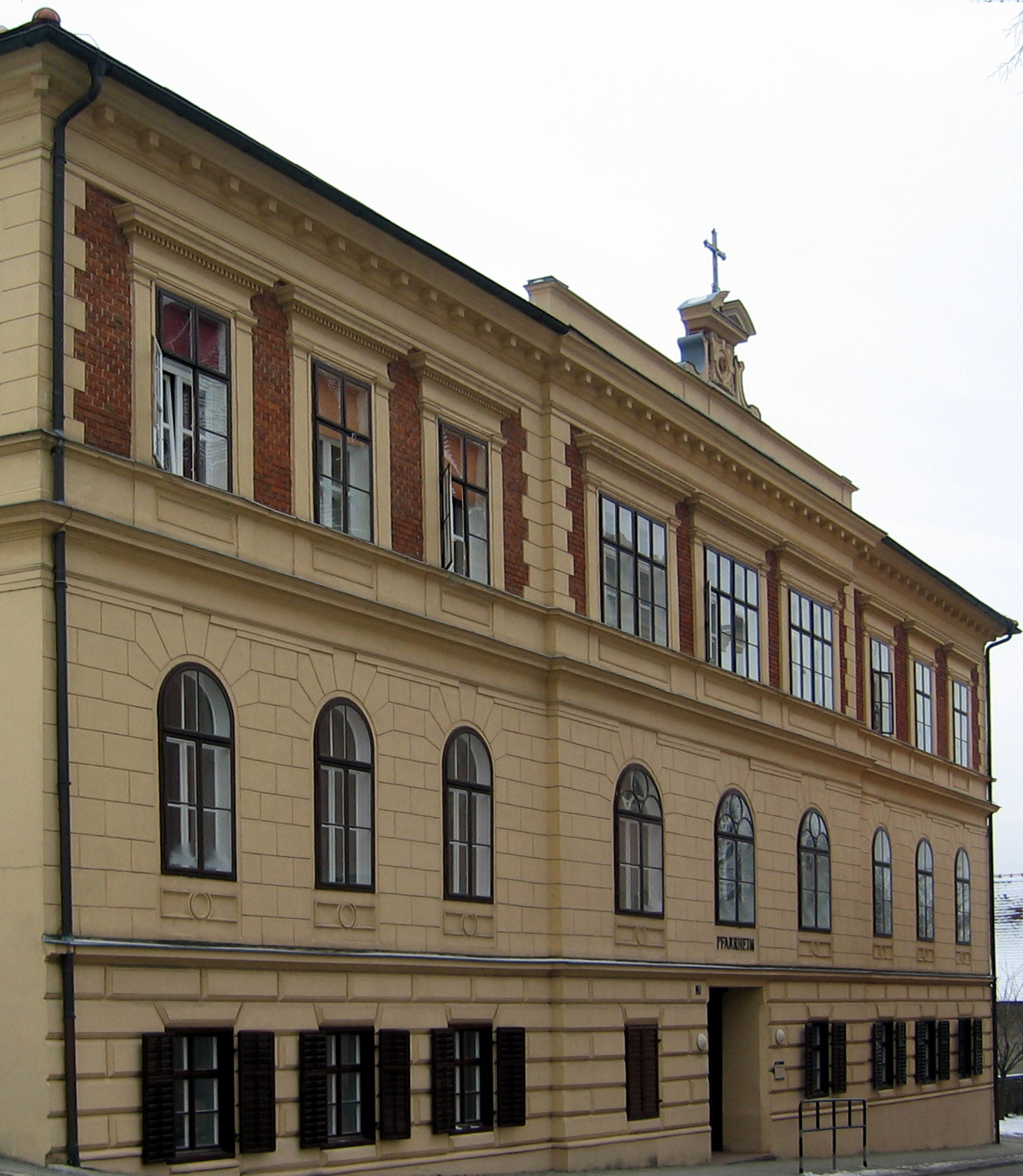
Weinhoferschule in Pinkafeld: im Gedenken an Joseph Michael Weinhofer

Nach Weinhofer benannt wurden die Volksschule (Weinhoferschule, heute röm. kath. Pfarrheim) und der Weinhoferplatz in Pinkafeld. Zum 150. Todestag Weinhofers fand eine Sonderausstellung statt sowie eine Festmesse in Pinkafeld mit dem Bischof der Diözese Eisenstadt Paul Iby.